# 이현배
이현배(李賢培, 1973년 3월 16일~2021년 4월 17일)는 대한민국의 래퍼 겸 작사가였다.

## 개요 및 생애

### 활동 및 가족 사항
과거 YG 엔터테인먼트 소속이었으며 사망 전까지 부다 사운드 소속이었다. 힙합 음악 그룹 《DJ DOC》의 래퍼 이하늘(본명 이근배)의 동생이기도 하다. 공주농고를 중퇴한 그는 1992년부터 언더그라운드 클럽 다운타운 디스크 자키로 활동한 이후 2002년부터 《45RPM》에서 활동한 바 있다.

### 사망
2017년 1월 초부터 제주특별자치도 서귀포 귀농 관련 생활에 돌입했던 그는 이로부터 4년 후 2021년 4월 17일 향년 49세(만48세)의 나이로 제주특별자치도 서귀포 자택에서 사망했다. 사인은 심혈관질환이었다.

## 앨범
- 45RPM 1집 《Old Rookie》 (2005.05.04)
- 45RPM 2집 《Hit Pop》 (2008.02.13)
- 45RPM 싱글 《천하무적 야구단》 (2009.05.21)